# 狄拉克方程式
理論物理中，相對於薛丁格方程式之於非相對論量子力學，狄拉克方程式是相對論量子力學的一項描述自旋-½粒子的波函數方程式，由英国物理学家保羅·狄拉克於1928年建立，不帶矛盾地同時遵守了狹義相對論與量子力學兩者的原理，实则为薛定谔方程的洛伦兹协变式。這條方程預言了反粒子的存在，隨後1932年由卡爾·安德森發現了正电子(positron)而證實。
{\displaystyle (i{\partial \!\!\!{\big /}}-m)\psi =0\,}
帶有自旋-½的自由粒子的狄拉克方程式的形式如下：
{\displaystyle i\hbar {\frac {\partial \psi (\mathbf {x} ,t)}{\partial t}}=\left({\frac {\hbar c}{i}}{\boldsymbol {\alpha \cdot \nabla }}+\beta mc^{2}\right)\psi (\mathbf {x} ,t)}，
其中{\displaystyle m\,}是自旋-½粒子的質量，{\displaystyle \mathbf {x} }與{\displaystyle t}分別是空間和時間的座標。

## 狄拉克的最初推导
狄拉克所希望建立的是一个同时具有洛伦兹协变性和薛定谔方程形式的波方程，并且这个方程需要确保所导出的概率密度为正值，而不是像克莱因-戈尔登方程那样存在缺乏物理意义的负值。
考虑無場勢自由粒子的薛定谔方程式：
{\displaystyle i\hbar {\frac {\partial \psi (\mathbf {x} ,t)}{\partial t}}=H\psi (\mathbf {x} ,t)\equiv -{\frac {\hbar ^{2}}{2m}}\nabla ^{2}\psi (\mathbf {x} ,t)}
薛定谔方程式採用的时间項為一阶导数，而空間項為二階導數，因此不具有洛伦兹协变性。若要符合洛伦兹协变性，很自然地需建構一个具有空間項一阶导数的哈密顿量。
{\displaystyle i\hbar {\frac {\partial \psi (\mathbf {x} ,t)}{\partial t}}=H\psi (\mathbf {x} ,t)\equiv \left(c(\alpha _{1}p_{1}+\alpha _{2}p_{2}+\alpha _{3}p_{3})+\beta mc^{2}\right)\psi (\mathbf {x} ,t)}
而動量算符恰好是空间一阶导数。將動量算符
{\displaystyle p_{n}={\frac {\hbar }{i}}{\frac {\partial }{\partial x_{n}}},n=1,2,3}
代入式子中，從而得到
{\displaystyle i\hbar {\frac {\partial \psi (\mathbf {x} ,t)}{\partial t}}=\left[{\frac {\hbar c}{i}}\left(\alpha _{1}{\frac {\partial }{\partial x_{1}}}+\alpha _{2}{\frac {\partial }{\partial x_{2}}}+\alpha _{3}{\frac {\partial }{\partial x_{3}}}\right)+\beta mc^{2}\right]\psi (\mathbf {x} ,t)\equiv H\psi (\mathbf {x} ,t)}
亦可以向量符號寫為：
{\displaystyle i\hbar {\frac {\partial \psi (\mathbf {x} ,t)}{\partial t}}=\left({\frac {\hbar c}{i}}{\boldsymbol {\alpha \cdot \nabla }}+\beta mc^{2}\right)\psi (\mathbf {x} ,t)}
其中的系数{\displaystyle \alpha _{i}}和{\displaystyle \beta }不能是简单的常数，否则即使对于简单的空间旋转变换，这个方程也不是洛伦兹协变的。因此狄拉克假设这些系数都是N×N阶矩阵以满足洛伦兹协变性。如果系数{\displaystyle \alpha _{i}}是矩阵，那么波函数{\displaystyle \psi (\mathbf {x} ,t)}也不能是简单的标量场，而只能是N×1阶列矢量
{\displaystyle \psi (\mathbf {x} ,t)={\begin{pmatrix}\psi _{1}(\mathbf {x} ,t)\\\psi _{2}(\mathbf {x} ,t)\\\psi _{3}(\mathbf {x} ,t)\\\vdots \\\psi _{N}(\mathbf {x} ,t)\\\end{pmatrix}}}
狄拉克把这些列矢量叫做旋量（Spinor），这些旋量所决定的概率密度总是正值
{\displaystyle \rho (x)=\psi ^{\dagger }\psi =\sum _{i=1}^{N}\psi _{i}^{*}\psi _{i}}
同时，这些旋量的每一个标量分量{\displaystyle \psi _{i}(\mathbf {x} ,t)}需要满足标量场的克莱因-戈尔登方程。比较两者可以得出系数矩阵需要满足如下关系:
{\displaystyle \alpha _{i}\alpha _{j}+\alpha _{j}\alpha _{i}=2\delta _{ij}I}
{\displaystyle \alpha _{i}\beta +\beta \alpha _{i}=0}
{\displaystyle \alpha _{i}^{2}=\beta ^{2}=I}
满足以上条件的系数矩阵{\displaystyle \alpha }和{\displaystyle \beta }本征值只可以取±1，并且要求是无跡的，即矩阵的对角线元素和为零。这样，矩阵的阶数N只能为偶数，即包含有相等数量的+1和-1。满足条件的最小偶数是4而不是2，原因是存在3个泡利矩阵。也可以用狹義相對論慣用四維矩陣來理解，如四動量。
在不同基中这些系数矩阵有不同形式，最常见的形式为：
{\displaystyle \beta ={\begin{pmatrix}I&0\\0&-I\end{pmatrix}}\quad \alpha _{i}={\begin{pmatrix}0&\sigma _{i}\\\sigma _{i}&0\end{pmatrix}}}
这里{\displaystyle \sigma _{i}}即为泡利矩阵：
{\displaystyle \sigma _{1}={\begin{pmatrix}0&1\\1&0\end{pmatrix}}\quad \sigma _{2}={\begin{pmatrix}0&-i\\i&0\end{pmatrix}}\quad \sigma _{3}={\begin{pmatrix}1&0\\0&-1\end{pmatrix}}}
因此系数矩阵{\displaystyle \alpha }和{\displaystyle \beta }可进一步写为：
{\displaystyle \beta ={\begin{pmatrix}1&0&0&0\\0&1&0&0\\0&0&-1&0\\0&0&0&-1\end{pmatrix}},\quad \alpha _{1}={\begin{pmatrix}0&0&0&1\\0&0&1&0\\0&1&0&0\\1&0&0&0\end{pmatrix}},}
{\displaystyle \alpha _{2}={\begin{pmatrix}0&0&0&-i\\0&0&i&0\\0&-i&0&0\\i&0&0&0\end{pmatrix}},\quad \alpha _{3}={\begin{pmatrix}0&0&1&0\\0&0&0&-1\\1&0&0&0\\0&-1&0&0\end{pmatrix}}}
按照量子场论的自然單位制習慣，設{\displaystyle \hbar =c=1}，狄拉克方程可写为：
{\displaystyle i{\frac {\partial \psi (\mathbf {x} ,t)}{\partial t}}=\left({\frac {1}{i}}{\boldsymbol {\alpha \cdot \nabla }}+\beta m\right)\psi (\mathbf {x} ,t)}

## 狄拉克方程的洛伦兹协变形式
定义四个反对易矩阵γμ，μ=0,1,2,3（稱為狄拉克矩陣）。其反对易关系为：
{\displaystyle \left\{\gamma ^{\mu },\gamma ^{\nu }\right\}=2\eta ^{\mu \nu }}，其中ημν是闵可夫斯基时空的度规。
{\displaystyle \eta ={\begin{pmatrix}-1&0&0&0\\0&1&0&0\\0&0&1&0\\0&0&0&1\end{pmatrix}}}
利用上式可证明
{\displaystyle \left(\gamma ^{\mu }\partial _{\mu }\right)^{2}={\frac {1}{2}}\left\{\gamma ^{\mu },\gamma ^{\nu }\right\}\partial _{\mu }\partial _{\nu }=-\partial _{\nu }\partial ^{\nu }={\frac {\partial ^{2}}{\partial t^{2}}}-\nabla ^{2}}
因此狄拉克方程式可寫成：
{\displaystyle i\hbar \gamma ^{\mu }\partial _{\mu }\psi -mc\psi =0}
采取自然單位制習慣{\displaystyle \hbar =c=1}，則可將狄拉克方程式寫成：
{\displaystyle i\gamma ^{\mu }\partial _{\mu }\psi -m\psi =0}
与上面给出的 α, β相对应，可以选择：
{\displaystyle \gamma ^{\mu }=(\gamma ^{0},{\boldsymbol {\gamma }})\equiv (\gamma ^{0},\gamma ^{1},\gamma ^{2},\gamma ^{3})}
{\displaystyle \gamma ^{0}=\beta }
{\displaystyle {\boldsymbol {\gamma }}=\beta {\boldsymbol {\alpha }}}，或寫成{\displaystyle \gamma ^{i}=\beta \alpha ^{i},i=1,2,3}
若採用費曼斜線標記，比如偏微分符號{\displaystyle {\partial \!\!\!{\big /}}}（英語唸作d-slash）；其將狄拉克矩陣與各分量做乘積求和的計算，合併為一標有斜線之符號：
{\displaystyle {\partial \!\!\!{\big /}}\equiv \gamma ^{\mu }\partial _{\mu }}
可使狄拉克方程式變成：
{\displaystyle i\hbar {\partial \!\!\!{\big /}}\psi -mc\psi =0}
若同時採用費曼斜線符號及自然單位制ħ = c = 1，狄拉克方程式可寫成一極為簡單的形式：
{\displaystyle (i{\partial \!\!\!{\big /}}-m)\psi =0\,}

## 狄拉克之海
以狄拉克公式來解釋能量階，會發現每個電子能階會有相對的負能階，但是實驗上普通電子無法帶有負能量，因此狄拉克假設負能量階已被無限的負能電子海佔據，所以觀測的電子無法進入負能階。這假說有許多疑點，尤其是無限的電子海其實有接受更多電子的能階，所以無法防止負能階電子的產生。

## 外部連結
- （英文）The Dirac Equation （页面存档备份，存于），於MathPages
- （英文）The Nature of the Dirac Equation, its solutions and Spin[永久]
- （英文）Dirac equation for a spin ½ particle （页面存档备份，存于）
- （英文）Pedagogic Aids to Quantum Field Theory （页面存档备份，存于） 點擊第四章，以閱讀關於狄拉克方程式、旋量等按步驟的物理學介紹。